# Plasma (album)
Plasma è il settimo album in studio del girl group giapponese Perfume, pubblicato nel 2022.

## Tracce
Testi e musiche di Yasutaka Nakata.
1. Plasma – 2:04
2. Time Warp (v1.1) – 2:52
3. Polygon Wave (original mix) – 4:33
4. Saisei (再生) – 4:43
5. Spinning World – 4:00
6. Mawaru Kagami (マワルカガミ) – 3:53
7. Flow – 3:04
8. Mugen Loop (∞ループ) – 4:17
9. Drive'n the Rain – 6:16
10. Hatenabito (ハテナビト) – 2:57
11. Android & (アンドロイド&) – 4:13
12. Sayonara Plastic World (さよならプラスティックワールド) – 3:56